# Ropalomera tessellata
Ropalomera tessellata är en tvåvingeart som beskrevs av Prado 1966. Ropalomera tessellata ingår i släktet Ropalomera och familjen Ropalomeridae. Inga underarter finns listade i Catalogue of Life.